# 大江东产业集聚区
大江东产业集聚区是位于中华人民共和国浙江省杭州市已撤销的产业集聚区，曾为浙江省15个省级产业集聚区之一，杭州钱塘新区成立后撤销。规划控制面积约427平方公里，管委会驻地为河庄街道江东一路7899号。

## 历史
大江东产业集聚区的前身为江东、临江和前进三大工业园区。2010年9月21日，浙江省人民政府印发《浙江省产业集聚区发展总体规划（2011～2020年）的通知》确立杭州大江东产业集聚区。2012年10月18日，产业集聚区管委会正式成立:174。2016年4月，行政审批局正式成立，是浙江省的第一个行政审批局:48。
2019年4月，杭州钱塘新区成立，同时撤销大江东产业集聚区。

## 行政区划
托管原萧山区（今钱塘区）河庄街道、义蓬街道、新湾街道、临江、前进5个街道。
区域范围内有江东、临江和前进三大工业园区。

## 经济

### 著名企业
长安福特、广汽集团、吉利汽车、西子航空、格力集团、费列罗

## 教育
杭州高级中学大江东分校、杭高教育集团东湖学校

## 交通
在原大江东产业集聚区时期，规划了多条地铁和快速路，如地铁7号线、8号线的多个站点，以及钱塘快速路。原集聚区调整为钱塘新区后，多条线路逐渐开通。。

## 医院
- 杭州市大江东医院（今杭州市第九人民医院）